# Banatska Palanka
Banatska Palanka (srpski: Банатска Паланка) je naselje u Banatu, u Vojvodini, u sastavu općine Bela Crkva.

## Stanovništvo
Prema popisu stanovništva iz 2002. godine u naselju Banatska Palanka živi 837 stanovnika, od čega 655 punoljetna stanovnika s prosječnom starosti od 41,4 godina (40,2 kod muškaraca i 42,6 kod žena). U naselju ima 227 domaćinstava, a prosječan broj članova po domaćinstvu je 3,69. Većinsko stanovništvo su Srbi, a manjinsko Mađari, Rumunji, Crnogorci, Makedonci i Jugoslaveni.
| broj stanovnika | 1323  | 1334  | 1245  | 1166  | 1095  | 974   | 837   |
|                 | 1948. | 1953. | 1961. | 1971. | 1981. | 1991. | 2002. |

## Vanjske poveznice
- Karte, udaljenosti i vremenska prognoza